# Ellested Sogn
Ellested Sogn ist eine Kirchspielsgemeinde (dän.: Sogn)
auf der Insel Fyn (dt.: Fünen) im südlichen Dänemark.
Bis 1970 gehörte sie zur Harde Vindinge Herred im damaligen Svendborg Amt, danach zur Ørbæk Kommune im
Fyns Amt, die im Zuge der  Kommunalreform zum 1. Januar 2007 in der
Nyborg Kommune in der Region Syddanmark aufgegangen ist.
Im Kirchspiel leben 220 Einwohner (Stand: 1. Januar 2023).

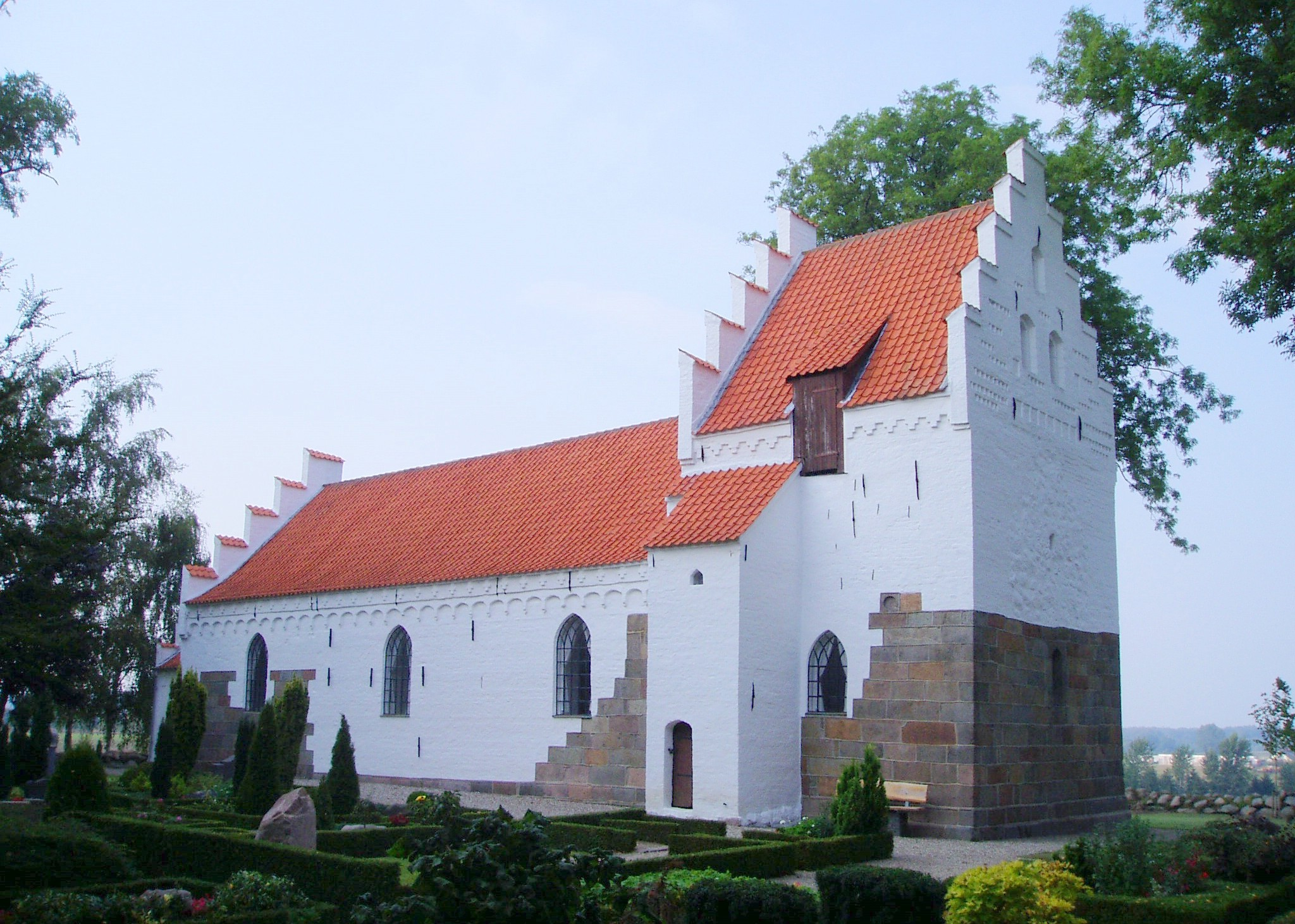
Ellested Kirke

Im Kirchspiel liegen die Kirche „Ellested Kirke“ und der Dolmen von Lindeskov.
Nachbargemeinden sind im Nordwesten Herrested Sogn und im Osten Ørbæk Sogn, ferner in der westlich gelegenen Faaborg-Midtfyn Kommune im Süden Gislev Sogn und im Westen Ryslinge Sogn.